# Dajakolot
Dajakolot (Dyacopterus) – rodzaj ssaków z podrodziny Cynopterinae w obrębie rodziny rudawkowatych (Pteropodidae).

## Rozmieszczenie geograficzne
Rodzaj obejmuje gatunki występujące w południowo-wschodniej Azji.

## Morfologia
Długość ciała (bez ogona) 106–144 mm, długość ogona 16–29 mm, długość ucha 18–25 mm, długość tylnej stopy 15–25 mm, długość przedramienia 74–96,4 mm; masa ciała 70–148 g.
U samców D. spadiceus obserwowano laktację.

## Systematyka
Rodzaj zdefiniował w 1912 roku duński chiropterolog Knud Andersen w publikacji własnego autorstwa zatytułowanej Katalog Chiroptera w zbiorach Muzeum Historii Naturalnej w Londynie. Gatunkiem typowym jest (oznaczenie monotypowe) dajakolot sundajski (D. spadiceus).

### Etymologia
Dyacopterus (Diacopterus, Dycopterus): Dajakowie (Dayak), rdzenna ludność z Borneo; gr. πτερον pteron ‘skrzydło’.

### Podział systematyczny
Do rodzaju należą następujące gatunki:
| Grafika | Gatunek               | Autor i rok opisu                      | Nazwa zwyczajowa       | Podgatunki         | Rozmieszczenie geograficzne | Podstawowe wymiary                                         | Status IUCN |
| ------- | --------------------- | -------------------------------------- | ---------------------- | ------------------ | --- | ---------------------------------------------------------- | ----------- |
|         | Dyacopterus brooksi   | O. Thomas, 1920                        | dajakolot sumatrzański | gatunek monotypowy | endemit Indonezji: Sumatra i południowo-wschodnie Borneo (Kalimantan)                                                                     | DC: 11,6–12 cm DO: 1,7–2 cm DP: 8,1–8,3 cm MC: 86–91 g     | VU          |
|         | Dyacopterus spadiceus | (O. Thomas, 1890)                      | dajakolot sundajski    | gatunek monotypowy | północny Półwysep Malajski, Sumatra oraz zachodnie, północne i wschodnie Borneo; zakres wysokości: 0–1190 m n.p.m.                        | DC: 10,6–13 cm DO: 1,6–2,6 cm DP: 7,4–8,1 cm MC: 70–100 g  | NT          |
|         | Dyacopterus rickarti  | K.M. Helgen, Kock, Gomez & Ingle, 2007 | dajakolot filipiński   | gatunek monotypowy | endemit Filipin: kilka zapisów z Luzonu i Mindanao; podejrzewa się, że jest szeroko rozpowszechniony; zakres wysokości: 260–1680 m n.p.m. | DC: 13–14,4 cm DO: 1,8–2,9 cm DP: 9,1–9,6 cm MC: 138–148 g | EN          |

Kategorie IUCN:  NT  – gatunek bliski zagrożenia,  VU  – gatunek narażony,  EN  – gatunek zagrożony.